# اینداستری کرتا
اینداستری کرتا (انگلیسی: Industri Kereta) شرکت دولتی تولید صنعتی اندونزیایی است، که در سال ۱۹۸۱ تأسیس شد.